# مالی ورتوپ
مالی ورتوپ (به صربی: Mali Vrtop) یک منطقهٔ مسکونی در صربستان است که در Gadžin Han واقع شده‌است.